# Sarcohyla cyclada
Espèce
Statut de conservation UICN

 EN B1ab(iii) : En danger
Synonymes
- Hyla cyclada Campbell & Duellman, 2000
- Plectrohyla cyclada Faivovich, Haddad, Garcia, Frost, Campbell, and Wheeler, 2005

Sarcohyla cyclada est une espèce d'amphibiens de la famille des Hylidae.

## Répartition
Cette espèce est endémique de l'État d'Oaxaca au Mexique. Elle se rencontre entre 1 600 et 2 670 m d'altitude dans la Sierra Mixe et la Sierra Juárez dans la Sierra Madre del Sur,.

## Publication originale
- Campbell & Duellman, 2000 : New species of stream-breeding hylid frogs from the northern versant of the highlands of Oaxaca, Mexico. Scientific Papers Natural History Museum The University of Kansas, vol. 16, p. 1-28 (texte intégral).